# 東海大學 (日本)
- 關於其它同名的學校，請見「東海大學」。
- 關於2020年成立的日本國立大學法人，請見「東海國立大學機構」。

東海大學（日语：／ Tōkai Daigaku *），是一所日本私立綜合大學。1942年創建「財團法人國防理工學園」，1943年以「航空科學專門學校」之名建校，1946年升格為大學並改為現名。校本部位於東京代代木，並於日本全國各地擁有多處校區。

## 學院簡介

### 學士班（學部）

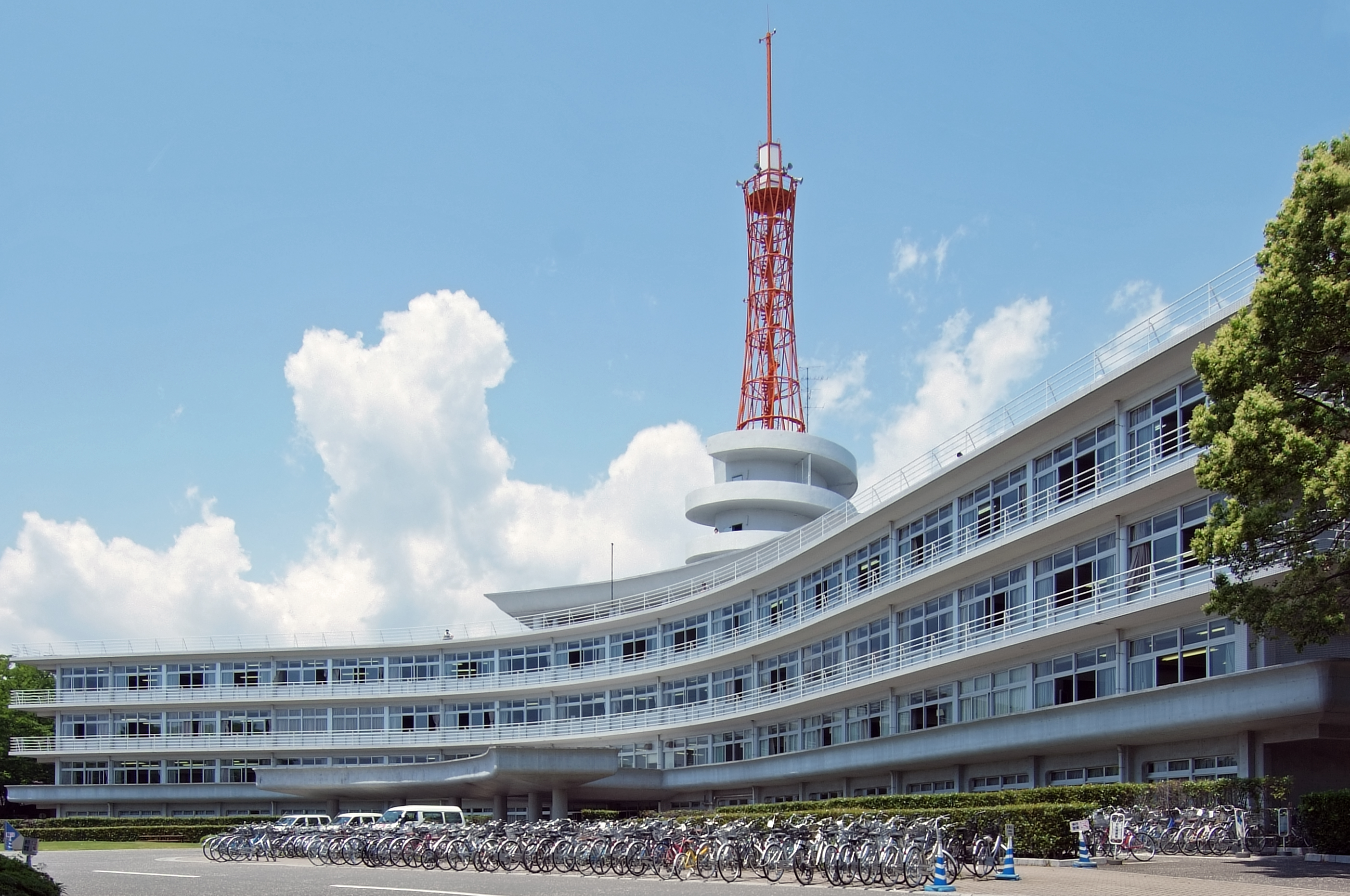
湘南校區1號館

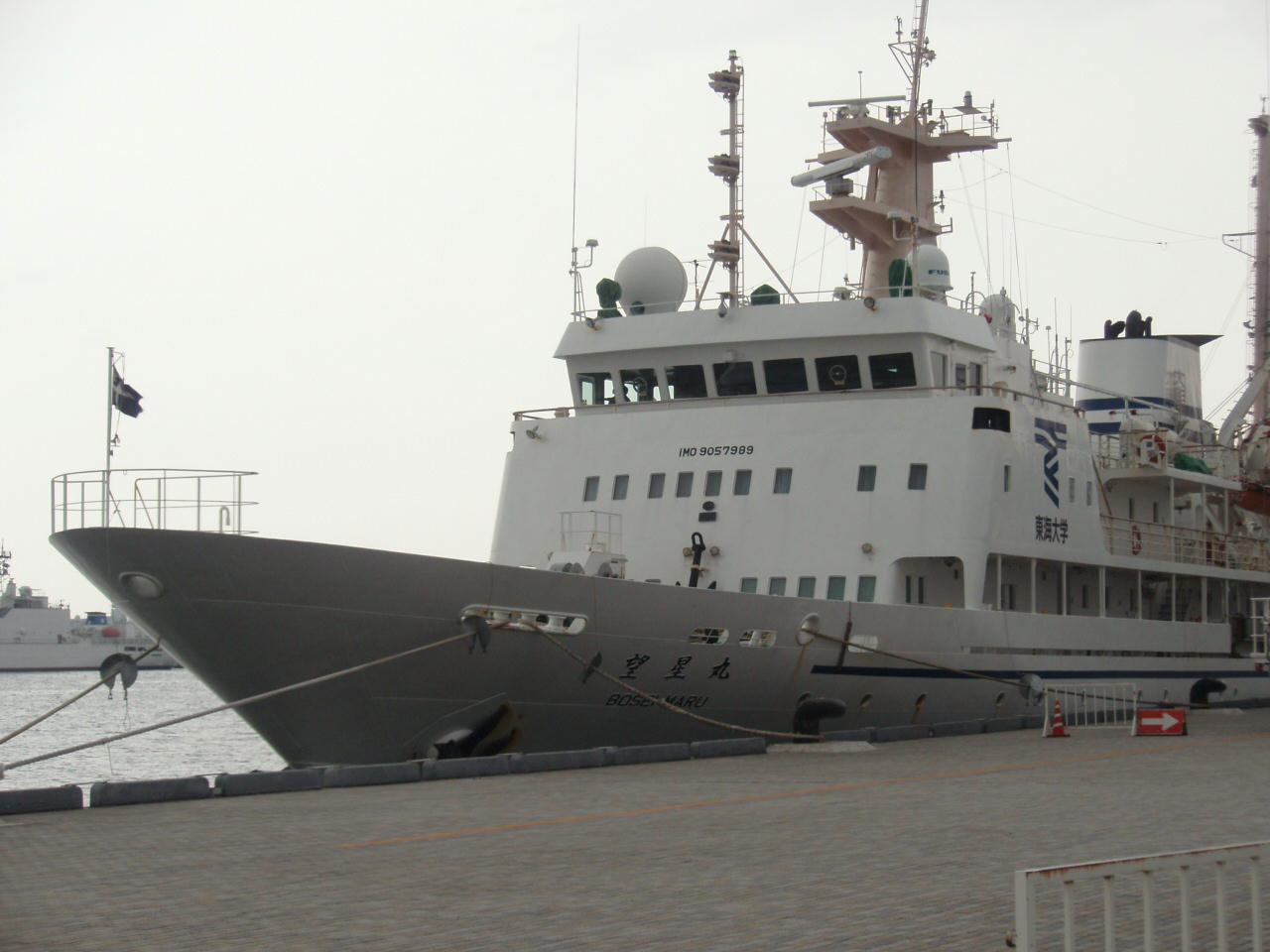
海洋研究船望星丸號

- 国際文化学部
- 生物学部
  - 生物學科
  - 海洋生物科學科
- 情報通信学部
- 文学部
- 觀光学部
- 政治經濟学部
  - 政治学科
    - 政治基礎課程
    - 地方行政課程
    - 国際政治課程

  - 經濟学科
  - 經營学科
- 法学部
  - 法律学科
- 教養学部
  - 人間環境学科
    - 自然環境課程
    - 社會環境課程

  - 藝術学科
    - 音樂学課程
    - 美術学課程
    - 設計学課程

  - 国際学科
- 理学部
- 情報理工学部
- 工学部
- 建築都市學部
  - 建築學科
  - 土木工學科
- 体育学部
  - 体育学科
  - 球類学科
  - 武藝学科
  - 体育・休閒娛樂管理学科
- 医学部
  - 医学科
- 健康科学部
- 海洋学部
- 經營学部
  - 經營学科
  - 觀光生意学科
- 產業工学部
- 農学部
- 人文学部

### 碩士班（大學院）
- 国際地域学研究科
- 理工学研究科
- 藝術工学研究科
- 綜合理工学研究科
- 地球環境科学研究科
- 生物科学研究科
- 文学研究科
- 政治学研究科
- 經濟学研究科
- 法学研究科
- 人類環境学研究科
- 藝術学研究科
- 理学研究科
- 工学研究科
- 体育学研究科
- 医学研究科
- 健康科学研究科
- 開發工学研究科
- 海洋学研究科
- 產業工学専攻
- 農学研究科

### 專業職碩士班（專門職大學院）
- 實務法学研究科
- 嵌入作業系統技術研究科

### 預科班（別科）
- 日本語研修課程
- 乘船實習課程

## 附設學校
- 東海大學附設相模高中（神奈川縣相模原市）
- 東海大學附設浦安高中（千葉縣浦安市）
- 東海大學附設望星高中（東京都涩谷區）
- 東海大學附設高輪台高中（東京都港區）
- 東海大學附設翔洋高中（舊名東海大學附設第一高中；静岡市清水区）
- 東海大學附設熊本星翔高中（舊名東海大學附設第二高中；熊本縣熊本市）
- 東海大學附設第三高中（長野縣茅野市）
- 東海大學附設札幌高中（舊名東海大學附設第四高中；札幌市南區）
- 東海大學附設第五高中（福岡縣宗像市）
- 東海大學附設仰星高中（大阪府枚方市）
- 東海大學附設望洋高中（千葉縣市原市）
- 東海大學甲府高中（山梨縣甲府市）
- 東海大學山形高中（山形縣山形市）
- 東海大學菅生高中（東京都秋留野市）
- 東海大學附設相模高中中學部（神奈川県相模原市）
- 東海大學附設浦安高中中學部（千葉県浦安市）
- 東海大學附設高輪台高中中學部（東京都港區）
- 東海大學附設翔洋高中中學部（舊名東海大学第一中學；静岡市清水区）
- 東海大學附設札幌高中中學部（舊名東海大學附設第四高中；北海道札幌市南區）
- 東海大學附設仰星高中中學部（大阪府枚方市）
- 東海大學菅生高中中學部（東京都秋留野市）
- 東海大學附設小學（静岡市清水区）
- 東海大學附設幼稚園（静岡市清水区）
- 東海大學附設本田記念幼稚園（神奈川県伊勢原市）
- 東海大學附設自由之丘幼稚園（福岡縣宗像市）
- 東海大學附設海鷗幼稚園（熊本縣熊本市）

## 海外姊妹校
- 臺灣
  - 東海大學
  - 淡江大學
  - 國家實驗研究院

- 中国大陆
  - 中国人民大学
  - 复旦大学
  - 中山大学
  - 北京大学
  - 华东师范大学
  - 北京第二外国语学院

- 美国
  - 威克森林大学
  - 夏威夷大学
  - 雪城大學
  - 纽约医学院
  - 塔夫茨大學
  - 凱斯西儲大學
  - 阿拉斯加大学费尔班克斯分校
  - 加利福尼亞大學河濱分校

## 外部連結
- 学校法人東海大学 （页面存档备份，存于）
- 東海大学 （页面存档备份，存于）（日文）
- 东海大学留学生教育中心（中文）
- 东海大学留学生指南（中文）